# Oberes Dombachtal
Das Obere Dombachtal ist ein Naturschutzgebiet in Dombach im Landkreis Limburg-Weilburg östlich des Sommerbergs. Das Naturschutzgebiet ist Teil des FFH-Gebiets Dombachtal.

## Das Naturschutzgebiet
Das Naturschutzgebiet mit einer Größe von 18,71 Hektar wurde am 17. Februar 1995 unter Schutz gestellt.
Das Naturschutzgebiet besteht aus Flächen der Gemarkungsteilen „Dombach“, „Sauerwiesen“, „Am Heppenborn“, „Unter dem Heppenborn“, „Nußheck“, „Unter dem Nußheck“, „Am Stolzenberg“, „Kirchheck“, „Om dem sauren Wiesen“, „Im Münstergrund“ und „Die dürren Wiesen“ der Stadt Bad Camberg. Das obere Dombachtal verfügt über natürliche Fließgewässer, Hainsternmieren-Erlen-Auwaldrelikte, Pfeifengras-, Glatthafer- und Sumpfdotterblumenwiesen als Standort seltener und bestandsgefährdeter Pflanzen und Tierarten. Ziel der Ausweisung des Gebietes ist die Regeneration der brachgefallenen Feuchtwiesen, die Extensivierung der Glatthaferwiesen, die Umwandlung der Wildäcker in Grünland und die Umwandlung der Fichtenbestände in standortgerechten Laubwald.
Das Naturschutzgebiet ist Teil des FFH-Gebiets Dombachtal, das das gesamte Dombachtal von den Quellbereichen bis nach Schwickershausen umfasst, darunter auch das NSG Dombachwiesen von Riedelbach im Hochtaunuskreis und Quellbäche im Rheingau-Taunus-Kreis.